# EMG, Inc.
EMG, Inc. es el actual nombre legal de una compañía con base en Santa Rosa, California que fabrica pastillas de guitarra y accesorios de ecualización. Entre los accesorios para bajo y guitarra, la compañía vende pastillas activas, como las EMG 81, EMG 85, EMG 60 o EMG 89, así como pastillas pasivas como las de la serie EMG HZ, que incluyen los sets SRO-OC1 y SC. También poseen una serie más tradicional conocida como serie X.
Sus pastillas activas son muy populares entre artistas de hard rock y heavy metal como Paradise Lost, Slayer, Metallica, Zakk Wylde, Rammstein, Judas Priest, y Primus pero también son usadas por otros como Prince, Vince Gill, Steve Winwood, Steve Lukather y David Gilmour.

## Historia
La compañía fue fundada en 1976 por Rob Turner en Santa Rosa (California). Se llamó en un principio Dirtywork Studios, y su primera pastilla fue la misma que sus modelos de 2011 de la EMG H y EMG HA. Pronto fue seguida por la pastilla activa EMG 58. El nombre de la compañía fue entonces cambiado por "Overlend" (pronunciado "Overland" por algunas fuentes) en 1978. Sin embargo, sus productos se han llamado siempre EMG.
En 1981, las pastillas activas EMG se convirtieron en el equipamiento estándar de guitarras y bajos de la marca Steinberger. Según Hap Kuffner, las pastillas EMG tuvieron amplio éxito en Europa tras su primera exhibición en la feria Musikmesse de 1983 en Alemania. El nombre de la compañía fue cambiado a EMG, Inc. en 1983 ("EMG" stands for "Electro-Magnetic Generator"). A medida que las guitarras Steinberger se hacían más popularers entre los músicos de rock y metal americanos, también lo hacían EMG, y viceversa.
Los primeros diseños de las pastillas EMG fueron hechos con un único imán por dos razones. La primera era que las barras imantadas producían demasiado magnetismo sobre las cuerdas y esto podía provocar que algunas notas de las más bajas se salieran de tono por efecto Doppler. La segunda es que las barras imantadas provocan que el afinamiento y colocación de las cuerdas sean más complicados. Usar un único imán proporciona una salida más estable, una distorsion más regular, mejor sustain a través del amplificador, y menor disipación en las cuerdas que en el diseño de múltiples imanes.

## Productos

### Información general

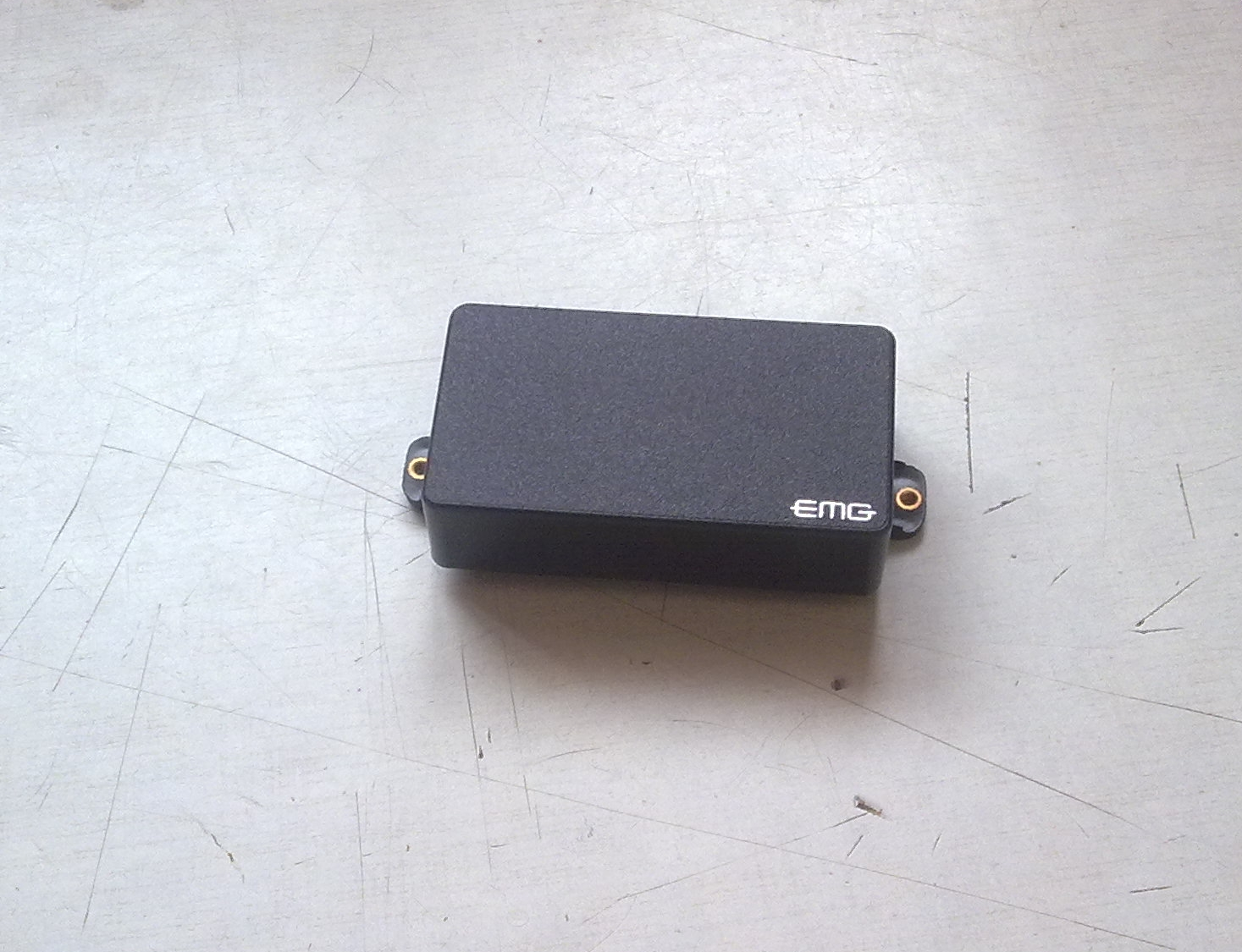
EMG-81: una de las pastillas activas EMG más populares

Las pastillas EMG son el equipamiento estándar de algunos modelos de fabricantes de guitarras como BC Rich, ESP, Schecter, Cort, Gibson, Dean, Ibanez, y Jackson. Además de pastillas, EMG también posee una línea de accesorios para guitarra y bajo, principalmente para ecualización, como el aumento de bajos/agudos o ganancia, y diseñados para ser compatibles con la mayoría de las pastillas. Se pueden encontrar en instrumentos de compañías como Schecter, que monta la mayoría de sus bajos con circuitería de EMG.

### Gamas de pastillas
EMG, Inc. tiene tres gamas de productos diferentes: EMG Standard Series, HZ / SRO Series, y EMG X-Series. Estas pastillas se pueden encontrar en la web oficial de EMG Inc. e incluyen sistemas de cableado sin soldar.
Standard Series
La Serie Standard está formada por todas las pastillas activas para guitarra, bajo y guitarra acústica, incluyendo las humbucker, single coil y los modelos para bajos de 4, 5 y 6 cuerdas. Las pastillas EMG activas (como las EMG 60, EMG 81, EMG 85, o EMG 89) tienden una salida más alta que las pasivas de diseño similar (como las EMG HZ) debido al preamplificador del que disponen. La alta potencia de salida, la reducción de ruido y la sensibilidad de las pastillas activas EMG las han hecho populares entre los guitarristas de hard rock y heavy metal dado que son capaces de saturar la entrada del amplificador de guitarra con más intensidad que con pastillas pasivas de menor salida.
Series HZ / SRO
La Serie HZ / SRO es una variedad de pastillas humbuckers y single coil pasivas, así como de pastillas para bajos de 4, 5 y 6 cuerdas. Las pastillas HZ la usan a menudo los fabricantes como su versión estándar en guitarras y bajos.
Serie X
La Serie X es una pastilla activa diseñada como puente entre tonalidades pasivas y activas. Son pastillas activas pero fabricadas para sonar más orgánicas, con una sonido más redondo parecido al de las pasivas, pero con las cualidades de las pastillas activas, como la reducción de ruido y una salida alta.

## Patrocinio
Entre los músicos y las bandas que usan o patrocinan EMG están:
| - Anthrax - Alexi Laiho - Anders Odden - August Burns Red - As I Lay Dying - A Day to Remember - Andy James - Anders Björler - A Day to Remember - Atreyu - Björn Gelotte - Black Stone Cherry - Brendon Lynn - Bullet For My Valentine - Cristiano 'Pizza' Migliore - Cannibal Corpse - Chris Storey - Chimaira - Charlie Parra Del Riego - Christian Olde Wolbers - Dethklok - Dimmu Borgir - Daisy de la Hoya - Devin Townsend | - David Cancino - David Gilmour - Death Angel - Decrepit Birth - Deicide - Deftones - Dying Fetus - Eric Calderone - El Hefe - Eric Peterson - Exodus - Fightstar - Gabe Crisp - Galder - Geezer Butler - Ian Hill - Judas Priest - John Paul Jones - Janfo Sanmiguel - Jeff Loomis - Jet Jaguar (banda) - Jona Weinhofen - Jim Root - John Campbell - Jason Newsted - Ketzer Leyva - Killswitch Engage - Kreator - Krisiun - Lacuna Coil - Les Claypool - Laura Christine | - Malice Mizer - Marduk - Mayhem - Megadeth - Metallica - Machine Head - Malevolent Creation - Maurice Fitzgerald - Mike Inez - Misery Index - Napalm Death - Nickelback - Nergal - Prince - Parkway Drive - Reb Beach - Rammstein - Rick Savage - Sean Ryder (Heavyweights) - Slayer - Shadows Fall - Steve Lukather (used to) - Shinedown - Testament - The Devil Wears Prada - Tinderwet - Trevor Peres - Trivium - Tosin Abasi - Victor Wooten - Vince Gill - Vikky Spid - Victor Brandt - William Saghers - Wolf Hoffmann - Zakk Wylde |

## Otras lecturas
- Premier Guitar Video: EMG Inc. Factory Tour